# Паспорт гражданина Латвии
Паспорт гражданина Латвии (латыш. Latvijas pilsoņa pase) — документ, который выдаётся гражданам Латвии для осуществления международных поездок. Паспорт или удостоверение личности обязаны иметь все граждане Латвии, достигшие 15 лет. 

## Внешний вид
Обложка паспорта бордово-красного цвета, с изображение Герба Латвии и надписями на латышском языке «EIROPAS SAVIENĪBA» (русск.: Европейский Союз), «LATVIJAS REPUBLIKA» (русск.: Латвийская Республика) вверху и «PASE» (русск.: Паспорт) внизу. Паспорт гражданина Латвийской Республики соответствует требованиям Европейского союза (биометрический).

## Паспорт содержит такую информацию
- Фотография владельца
- Тип (Р)
- Код государства (LVA)
- Номер паспорта
- Полное имя и фамилия
- Гражданство
- Рост
- Дата рождения
- Личный номер
- Место рождения
- Пол
- Дата выдачи
- Полномочия
- Дата истечения срока действия
- Подпись владельца

Информационная страница заканчивается машиносчитываемой зоной.

## Языки
Информационная страница печатается на латышском, английском и французском языках.

## Визовые требования
Основная статья: Визовые требования для граждан Латвии
По состоянию на 2020 год граждане Латвии имеют возможность посещать без визы в общей сложности 180 государств и территорий, что делает Латвийский паспорт 12-м в мире по уровню свободы передвижения согласно индексу паспортов.

### Безвизовый режим
Следующие государства и территории разрешают безвизовый режим или приобретение визы по прибытии владельцам обычных латвийских паспортов:

### Европа
| Государства и территории | Права пребывания |
| ------------------------ | ---------------- |
| Европейский союз         | бессрочное       |
| Албания                  | 90 дней          |
| Андорра                  | 90 дней          |
| Босния и Герцеговина     | 90 дней          |
| Беларусь                 | 30 дней          |
| Фарерские острова        | 90 дней          |
| Гернси                   | 6 месяцев        |
| Исландия                 | бессрочное       |
| Остров Мэн               | 6 месяцев        |
| Джерси                   | 6 месяцев        |
| Косово                   | 90 дней          |
| Лихтенштейн              | бессрочное       |
| Северная Македония       | 90 дней          |
| Молдова                  | 90 дней          |
| Монако                   | 90 дней          |
| Черногория               | 90 дней          |
| Норвегия                 | бессрочное       |
| Сан-Марино               | 90 дней          |
| Сербия                   | 90 дней          |
| Швейцария                | бессрочное       |
| Украина                  | 90 дней          |
| Ватикан                  | 90 дней          |

### Африка
| Государства и территории | Права пребывания                                          |
| ------------------------ | --------------------------------------------------------- |
| Ботсвана                 | 90 дней                                                   |
| Кабо-Верде               | Необходима виза по прибытии                               |
| Коморы                   | Необходима виза по прибытии                               |
| Джибути                  | Необходима 1-месячная виза по прибытии за DJF 5,000       |
| Египет                   | Необходима 30-дневная виза по прибытии за US$15           |
| Кения                    | Необходима 3-месячная виза по прибытии за US$ 50          |
| Мадагаскар               | Необходима 90-дневная виза по прибытии за MGA 140,000     |
| Маврикий                 | 6 месяцев                                                 |
| Майотта                  | 90 дней                                                   |
| Марокко                  | 3 месяцев                                                 |
| Мозамбик                 | Необходима 30-дневная виза по прибытии за US$25           |
| Реюньон                  | бессрочное                                                |
| Сейшельские Острова      | 1 месяц                                                   |
| Свазиленд                | 1 месяц                                                   |
| Танзания                 | Необходима 3-месячная виза за $50                         |
| Того                     | Необходима 7-дневная виза по прибытии за XOF10,000~35,000 |
| Уганда                   | Необходима 3-месячная виза за $50                         |
| Замбия                   | Необходима 3-месячная виза за $50                         |

### Америки
| Государства и территории            | Права пребывания                                   |
| ----------------------------------- | -------------------------------------------------- |
| Ангилья                             | 3 месяца                                           |
| Антигуа и Барбуда                   | 1 месяц                                            |
| Аргентина                           | 3 месяца                                           |
| Аруба                               | 30 дней                                            |
| Багамские Острова                   | 3 месяца                                           |
| Барбадос                            | 28 дней                                            |
| Белиз                               | 1 месяц                                            |
| Бермуды                             | 6 месяцев                                          |
| Боливия                             | 30 дней                                            |
| Виргинские Острова (Великобритания) | 30 дней                                            |
| Канада                              | 6 месяцев                                          |
| Острова Кайман                      | 30 дней                                            |
| Чили                                | 90 дней                                            |
| Колумбия                            | 90 дней                                            |
| Коста-Рика                          | 90 дней                                            |
| Доминика                            | 21 день                                            |
| Доминиканская Республика            | Необходиа 30-дневная туристическая карта за USD 10 |
| Эквадор                             | 90 дней                                            |
| Сальвадор                           | 3 месяца                                           |
| Фолклендские острова                | 30 дней                                            |
| Гвиана                              | бессрочное                                         |
| Гренландия                          | 90 дней                                            |
| Гренада                             | 3 месяца                                           |
| Гваделупа                           | бессрочное                                         |
| Гватемала                           | 90 дней                                            |
| Гаити                               | 3 месяца                                           |
| Гондурас                            | 3 месяца                                           |
| Ямайка                              | Необходима виза по прибытии за $20                 |
| Мартиника                           | бессрочное                                         |
| Мексика                             | 90 дней                                            |
| Монтсеррат                          | 3 месяца                                           |
| Нидерландские Антильские острова    | 3 месяца                                           |
| Никарагуа                           | 90 дней                                            |
| Панама                              | 90 дней                                            |
| Парагвай                            | 90 дней                                            |
| Перу                                | 90 дней                                            |
| Пуэрто-Рико                         | 90 дней                                            |
| Сен-Бартелеми                       | бессрочное                                         |
| Сент-Китс и Невис                   | 14 дней                                            |
| Сент-Люсия                          | 28 дней                                            |
| Сен-Мартен                          | бессрочное                                         |
| Сен-Пьер и Микелон                  | 90 дней                                            |
| Сент-Винсент и Гренадины            | 1 месяц                                            |
| Тринидад и Тобаго                   | 1 месяц                                            |
| Теркс и Кайкос                      | 30 дней                                            |
| США                                 | 90 дней, см. Visa Waiver Program                   |
| Уругвай                             | 3 месяца                                           |
| Виргинские Острова (США)            | 90 дней                                            |
| Венесуэла                           | 3 месяца                                           |

### Азия
| Государства и территории       | Права пребывания |
| ------------------------------ | --- |
| Армения                        | Необходима 120-дневная виза по прибытии за 15,000 AMD                                                                |
| Бангладеш                      | Необходима 90-дневная виза по прибытии за USD50                                                                      |
| Бруней                         | 30 дней |
| Камбоджа                       | Необходима 30-дневная виза по прибытии за USD 20/USD 25                                                              |
| Китайская Республика (Тайвань) | 30 дней |
| Грузия                         | 360 дней |
| Гонконг                        | 90 дней |
| Индонезия                      | Необходима 30-дневная виза по прибытии за USD 25                                                                     |
| Израиль                        | 3 месяца |
| Япония                         | 90 дней |
| Иордания                       | Необходима виза по прибытии за JOD 10                                                                                |
| Лаос                           | Необходима 30-дневная виза по прибытии за USD 30                                                                     |
| Макао                          | 90 дней |
| Малайзия                       | 3 месяца |
| Мальдивы                       | 30 дней |
| Непал                          | Необходима 15/30/90-дневная виза по прибытии за $25/40/100                                                           |
| Оман                           | Необходима виза по прибытии: 1 месяц (OMR 6), 1 год — мультивиза с пребыванием до 3 недель в течение визита (OMR 10) |
| Филиппины                      | 21 день |
| Сингапур                       | 30 дней |
| Республика Корея               | 90 дней |
| Шри-Ланка                      | 30 дней |
| Сирия                          | Необходима 15-дневная виза по прибытии                                                                               |
| Таиланд                        | Необходима 15-дневная виза по прибытии                                                                               |
| Восточный Тимор                | Необходима 30-дневная виза по прибытии за USD 30                                                                     |
| Турция                         | 90 дней |

### Океания
| Государства и территории    | Права пребывания |
| --------------------------- | ---------------- |
| Американское Самоа          | 30 дней          |
| Австралия                   | 90 дней          |
| Острова Кука                | 31 день          |
| Фиджи                       | 4 месяца         |
| Французская Полинезия       | 90 дней          |
| Гуам                        | 90 дней          |
| Кирибати                    | 28 дней          |
| Маршалловы Острова          | 30 дней          |
| Микронезия                  | 30 дней          |
| Новая Каледония             | 90 дней          |
| Новая Зеландия              | 3 месяца         |
| Ниуэ                        | 30 дней          |
| Северные Марианские Острова | 30 дней          |
| Палау                       | 30 дней          |
| Самоа                       | 60 дней          |
| Тонга                       | 31 дней          |
| Тувалу                      | 1 месяц          |
| Вануату                     | 30 дней          |
| Уоллис и Футуна             | 90 дней          |